# Konvergenciakritériumok (Európai Unió)
A konvergenciakritériumok az Európai Uniót létrehozó maastrichti szerződés 121. paragrafusában felsorolt feltételek, amelyeket az EU-tagállamoknak teljesíteniük kell az Európai Gazdasági és Monetáris Unió harmadik szakaszába való belépéshez és az euró bevezetéséhez. A kritériumok célja, ahogy már a nevükben is szerepel, az uniós országok gazdaságának egymás felé való konvergálása és stabilitása, amelyek egy monetáris unióhoz feltétlenül szükségesek.
A kritériumok a következők:
1. Az inflációs ráta egyéves referencia-időszakban nem haladhatja meg 1,5%-nál nagyobb mértékben a három legalacsonyabb mutatóval rendelkező tagállam inflációs rátájának átlagát, s ezt az alacsony inflációt fenntartható módon kell produkálni.
2. Az éves költségvetési hiány nem haladhatja meg a GDP 3%-át; a bruttó államadósság nem lépheti túl a GDP 60%-át (illetve 60% feletti adósságráta esetén az adósságrátában folyamatos és jelentős csökkenést kell felmutatni).
3. A tagállam nemzeti valutájának árfolyama a Gazdasági és Monetáris Unió harmadik szakaszába lépést megelőző két évben nem lépheti át a második szakaszban megállapított árfolyamsávot. A gyakorlatban ez azzal is jár, hogy az adott országnak be kell lépnie az Európai Árfolyam-mechanizmusba (ERM).
4. A hosszú távú hitelek kamatlába az egyéves referencia-időszakban legfeljebb 2%-kal lehet több, mint a három legalacsonyabb inflációs mutatóval rendelkező tagállam államkölcsöneinek átlagos kamatlába. Ez az érték jelenleg 6%.

A konvergenciakritériumokat számos közgazdász részéről érte bírálat. Ők úgy vélik, hogy az országok gazdaságának egészséges fejlődéséhez olykor szükség van az egyensúlytól való eltávolodásra (például 3%-nál magasabb költségvetési hiányra vagy inflációra) – ezért szerintük a konvergenciakritériumok éppen eredeti céljaikkal, a stabilitással és a konvergenciával ellentétes hatást érhetnek el.
1999 óta a Gazdasági és Monetáris Unió több tagállama, köztük Németország és Franciaország is megsértette a konvergenciakritériumokat, büntetést azonban nem kaptak ezért. Félő, hogy ez a hozzáállás más országokat is a kritériumok semmibevételére ösztönöz majd.
2010-ben kiderült, hogy a 2000-es évek elején Görögország és Olaszország devizás csereügyletekkel javította GDP-arányos hiánymutatóját, ezzel veszélybe sodorta az eurót.

## Kritériumok teljesítése
| Ország            | HICP infláció           | Túlzottdeficit-eljárás                 | Túlzottdeficit-eljárás       | Árfolyam                     | Árfolyam            | Hosszú lejáratú kamatláb | Compatibility of legislation |
| Ország            | HICP infláció           | Költségvetési egyenleg a GDP arányában | Államadósság a GDP arányában | ERM II-tagság                | Árfolyamváltozás    | Hosszú lejáratú kamatláb | Compatibility of legislation |
| Referenciaértékek | Max. 3.3% (2024. május) | Nincs (2024. június 19.)               | Nincs (2024. június 19.)     | Min. 2 év (2024. június 19.) | Max. ±15% (2023-ra) | Max. 4.8% (2024. május)  | Igen (2024. március 27.)     |
| Referenciaértékek | Max. 3.3% (2024. május) | Max. 3.0% (2023-as üzleti év)          | Max. 60% (2023-as üzleti év) | Min. 2 év (2024. június 19.) | Max. ±15% (2023-ra) | Max. 4.8% (2024. május)  | Igen (2024. március 27.)     |
| ----------------- | ----------------------- | -------------------------------------- | ---------------------------- | ---------------------------- | ------------------- | ------------------------ | ---------------------------- |
| Bulgária          | 5.1%                    | Nincs                                  | Nincs                        | 3 év, 11 hónap               | 0.0%                | 4.0%                     | Igen                         |
| Bulgária          | 5.1%                    | 1.9%                                   | 23.1%                        | 3 év, 11 hónap               | 0.0%                | 4.0%                     | Igen                         |
| Cseh Köztársaság  | 6.3%                    | Nincs                                  | Nincs                        | Nem                          | 2.3%                | 4.2%                     | Nem                          |
| Cseh Köztársaság  | 6.3%                    | 3.7% (mentesül)                        | 44.0%                        | Nem                          | 2.3%                | 4.2%                     | Nem                          |
| Dánia             | 1.1%                    | Nincs                                  | Nincs                        | 25 év, 5 hónap               | 0.2%                | 2.6%                     | Ismeretlen                   |
| Dánia             | 1.1%                    | -3.1% (többlet)                        | 29.3%                        | 25 év, 5 hónap               | 0.2%                | 2.6%                     | Ismeretlen                   |
| Magyarország      | 8.4%                    | Nincs                                  | Nincs                        | Nem                          | 2.4%                | 6.8%                     | Nem                          |
| Magyarország      | 8.4%                    | 6.7%                                   | 73.5%                        | Nem                          | 2.4%                | 6.8%                     | Nem                          |
| Lengyelország     | 6.1%                    | Nincs                                  | Nincs                        | Nem                          | 3.1%                | 5.6%                     | Nem                          |
| Lengyelország     | 6.1%                    | 5.1%                                   | 49.6%                        | Nem                          | 3.1%                | 5.6%                     | Nem                          |
| Románia           | 7.6%                    | Van                                    | Van                          | Nem                          | -0.3%               | 6.4%                     | Nem                          |
| Románia           | 7.6%                    | 6.6%                                   | 48.8%                        | Nem                          | -0.3%               | 6.4%                     | Nem                          |
| Svédország        | 3.6%                    | Nincs                                  | Nincs                        | Nem                          | -8.0%               | 2.5%                     | Nem                          |
| Svédország        | 3.6%                    | 0.6%                                   | 31.2%                        | Nem                          | -8.0%               | 2.5%                     | Nem                          |

Jegyzetek
1. ↑  A 2024. júniusi konvergenciajelentés referenciaértékei.[10]
2. 1 2  Belgium, Dánia és Hollandia voltak a referenciaországok.[10]
3. ↑  Dániának max. ± 2,25% lehet.